# Садовников Микола Петрович
Микола Петрович Садовников (19 грудня 1900, село Щетиніно Гримінської волості Ржевського повіту Тверської губернії, тепер Тверської області, Російська Федерація — 26 червня 1993, місто Москва, Російська Федерація) — радянський казахський діяч, 1-й секретар Карагандинського і Алма-Атинського обласних комітетів КП(б) Казахстану. Кандидат у члени Бюро ЦК КП(б) Казахстану в 1938—1940 роках. Депутат Верховної ради Казахської РСР 1-го скликання.

## Життєпис
Народився в родині шевця. У 1912 році закінчив трикласне сільське училище в селі Кожухово Московської губернії.
З квітня 1913 по вересень 1914 року — пастух у робітника Маркелова в селі Кожухово Московської губернії. З вересня 1914 по квітень 1915 року працював хлопчиком у трактирі в Москві.
З квітня по грудень 1915 року — нагрівальник заклепок ковальсько-котельного заводу інженера Барі в Москві, учень токаря московського заводу «Бромлей».
У грудні 1915 — липні 1919 року — учень токаря, токар московського заводу «Динамо».
Член РКП(б) з вересня 1918 року.
У липні 1919 — серпні 1920 року — інструктор-організатор політичного відділу 19-ї дивізії РСЧА в місті Гдові Петроградської губернії.
У вересні 1920 — квітні 1921 року — інструктор-організатор Політичного управління Західного фронту РСЧА.
У квітні 1921 — квітні 1923 року — студент Комуністичного університету імені Свердлова в Москві, закінчив два курси.
У травні 1923 — травні 1925 року — секретар осередку РКП(б) Городищенської текстильної фабрики імені Свердлова в селі Городище Богородського повіту Московської губернії.
У червні 1925 — червні 1928 року — секретар осередку ВКП(б) вагонобудівного заводу в місті Митищі Московської губернії.
У червні 1928 — вересні 1929 року — завідувач організаційного відділу Дзержинського (Московського) повітового комітету ВКП(б).
У вересні 1929 — вересні 1930 року — завідувач організаційного відділу Московського окружного комітету ВКП(б).
У вересні 1930 — квітні 1931 року — помічник завідувача організаційного відділу Московського комітету ВКП(б).
У травні 1931 — травні 1932 року — студент інституту підготовки кадрів Інституту червоної професури, закінчив перший курс.
У червні 1932 — червні 1933 року — відповідальний інструктор Московського міського комітету ВКП(б).
У липні 1933 — серпні 1934 року — заступник начальника політичного відділу Московського відділення Північної залізниці.
У вересні 1934 — квітні 1936 року — відповідальний інструктор Політичного управління Народного комісаріату шляхів сполучення СРСР.
З квітня по липень 1936 року — секретар партійного комітету Московського вагоноремонтного заводу «Пам'яті революції 1905 року».
У липні 1936 — травні 1937 року — 2-й секретар, у травні 1937 — червні 1938 року — 1-й секретар Краснопресненського районного комітету ВКП(б) міста Москви.
У червні — листопаді 1938 року — 1-й секретар Карагандинського обласного комітету КП(б) Казахстану.
У листопаді 1938 — червні 1940 року — 1-й секретар Алма-Атинського обласного і міського комітетів КП(б) Казахстану.
У серпні 1939 року потрапив у автокатастрофу в місті Алма-Аті, з 1939 по 1940 рік лікувався в клініках міста Москви.
У грудні 1940 — жовтні 1941 року — секретар партійного бюро (парторг ЦК ВКП(б)) Прокуратури СРСР у місті Москві.
У грудні 1941 — листопаді 1943 року — 1-й секретар Єнбекши-Казахського районного комітету КП(б) Казахстану Алма-Атинської області.
У листопаді 1943 — квітні 1946 року — заступник директора Всесоюзної сільськогосподарської виставки в Москві. У квітні 1946 — квітні 1947 року — помічник директора Всесоюзної сільськогосподарської виставки в Москві.
У червні 1947 — березні 1954 року — начальник відділу кадрів Головної державної інспекції із визначення урожайності Міністерства сільського господарства СРСР.
У березні 1954 — червні 1957 року — начальник управління кадрів Всесоюзного об'єднання «Заготзерно» Міністерства заготівель СРСР.
З червня 1957 року — персональний пенсіонер союзного значення в Москві.
Помер 26 червня 1993 року в місті Москві.

## Нагороди
- орден Трудового Червоного Прапора
- медалі